# Acacia botrydion
Acacia botrydion é uma espécie de leguminosa do gênero Acacia, pertencente à família Fabaceae.